# Acrocercops hierocosma
Acrocercops hierocosma là một loài bướm đêm thuộc họ Gracillariidae. Nó được tìm thấy ở Bắc Úc và Ấn Độ.
Ấu trùng ăn Litchi chinensis. Chúng cuộn lá làm tổ.